# Малта (Резекненский край)
Ма́лта (латыш. Malta) — село в Резекненском крае Латвии, административный центр Малтской волости. Находится на реке Малта. В селе расположена одноимённая железнодорожная станция (на линии Резекне — Даугавпилс).

## История
В 1860 году возникла железнодорожная станция, первоначально носившая название Антонополь. Позднее (до 1936 года) называлась Боровая.
2 июля 1937 года распоряжением министра внутренних дел Латвии В. Гулбиса посёлок получил название Малта.
В 1950 году Малта получила статус посёлка городского типа. В советское время здесь размещался маслодельный завод, велась деревообработка. С 1990 года — село (до реформы 2009 года входило в Резекненский район).

## Население
| 1959 | 1970 | 1979 | 1989 | 2009 | 2015 |
| ---- | ---- | ---- | ---- | ---- | ---- |
| 3484 | 2811 | 3232 | 3147 | 2811 | 2388 |